# أدي ولا خلي
أدي ولا خلي النسخة الجزائرية من برنامج صفقة أو لا صفقة، إنطلق البرنامج لأول مرة في 2015 على الشروق TV من تقديم سفيان داني.

## فكرة البرنامج
تقوم اللعبة على 22 مشترك تقريبا يخرج مشترك واحد يوميا مع حضور مشترك آخر بديل له في اليوم التالي حيث يقوم هذا الاخير بقول كلمة stop للكمبيوتر ليخرج مشترك آخر وهكذا ودواليك.
يقوم هذا الاخير باللعب على مبالغ مالية معينة من المبلغ الاصغر إلى الأكبر خلال أربع جولات.
يقوم في الجولة الأولى بفتح ستة علب وخلال ثلاث العلب الأولى يجب عليه فتح العلبة Bounis أو علبة الهدية التي تحتوي على مبلغ 250.000دج لاخذ الهدية التي تتغير كل بضعت أشهر وبعد فتح الست علب يقوم البنك ليعرض عليه مبلغ معين أو تغيير العلبة وذلك مقابل علبته اما في الجولة الثانية فيقوم في كل مرة بفتح ثلاث علب مع مواصلة اتصال البنك بين كل ثلاث علب ليعرض عليه مبلغ آخر أو التغيير اما فيالمرحلة الثالثة فيقوم بفتح علبتين قبل اتصال البنك من جديد لتتبقى في الاخير علبتين الأولى عنده اما الثانية عند مشترك آخر يجب على المشترك ان ياخذ أكبر عدد من المبالغ الموجودة ليتفوق على البنك في النهاية المبلغ الذي فاز به المشترك يقوم باقتسامه مع
صاحبsmsالذي يبعثها طوال البرنامج.

## المواسم
| الموسم | الموسم | الحلقات | الحلقات | البث الأصلي   | البث الأصلي |
| الموسم | الموسم | الحلقات | الحلقات | البث الأول    | البث الأخير |
| ------ | ------ | ------- | ------- | ------------- | ----------- |
|        | Pilot  | Pilot   | Pilot   | 8 مايو 2008   | 8 مايو 2008 |
|        | 1      | 8       | 8       | 18 يونيو 2015 | ( )         |

## وصلات خارجية
- على الفيسبوك